# Rhacophorus
La granota voladora o Rhacophorus és un gènere de granotes de la família Rhacophoridae i de l'ordre dels diplasiocels. Atenyen uns vuit centímetres de longitud i tenen un replec cutani que va de l'angle posterior de l'ull fins a l'esquena. La granota voladora habita la Xina, Indoxina, les Filipines i les illes de la Sonda.

## Taxonomia
Espècies de granota voladora:
- Rhacophorus achantharrhena
- Rhacophorus angulirostris
- Rhacophorus annamensis
- Rhacophorus appendiculatus
- Rhacophorus arboreus
- Rhacophorus arvalis
- Rhacophorus aurantiventris
- Rhacophorus baliogaster
- Rhacophorus baluensis
- Rhacophorus barisani
- Rhacophorus bimaculatus
- Rhacophorus bipunctatus
- Rhacophorus bisacculus
- Rhacophorus calcadensis
- Rhacophorus calcaneus
- Rhacophorus catamitus
- Rhacophorus cyanopunctatus
- Rhacophorus dennysi
- Rhacophorus duboisi
- Rhacophorus dulitensis
- Rhacophorus edentulus
- Rhacophorus everetti
- Rhacophorus exechopygus
- Rhacophorus fasciatus
- Rhacophorus feae
- Rhacophorus gadingensis
- Rhacophorus gauni
- Rhacophorus georgii
- Rhacophorus harrissoni
- Rhacophorus hoanglienensis
- Rhacophorus htunwini
- Rhacophorus jarujini
- Rhacophorus kajau
- Rhacophorus kio
- Rhacophorus lateralis
- Rhacophorus malabaricus
- Rhacophorus margaritifer
- Rhacophorus maximus
- Rhacophorus minimus
- Rhacophorus modestus
- Rhacophorus moltrechti
- Rhacophorus monticola
- Rhacophorus namdaphaensis
- Rhacophorus nigropalmatus
- Rhacophorus notater
- Rhacophorus orlovi
- Rhacophorus owstoni
- Rhacophorus pardalis
- Rhacophorus poecilonotus
- Rhacophorus prasinatus
- Rhacophorus prominanus
- Rhacophorus pseudomalabaricus
- Rhacophorus reinwardtii
- Rhacophorus robinsonii
- Rhacophorus rufipes
- Rhacophorus schlegelii
- Rhacophorus taipeianus
- Rhacophorus taronensis
- Rhacophorus translineatus
- Rhacophorus tuberculatus
- Rhacophorus turpes
- Rhacophorus variabilis
- Rhacophorus verrucopus
- Rhacophorus verrucosus
- Rhacophorus viridis